# 清蓮里
清蓮里位於台灣高雄市阿蓮區，清蓮里面積0.29平方公里，截至2023年10月人口有2,980人，人口密度為每平方公里10762.06人，為整個阿蓮區人口密度最高的里。